# Mexikanische Revolution
Als Mexikanische Revolution (Spanisch: Revolución mexicana) oder Mexikanischer Bürgerkrieg (Spanisch: Guerra civil mexicana) wird die politisch-gesellschaftliche Umbruchsphase bezeichnet, die im Zeitraum von 1910 bis 1920, mit einzelnen Ereignissen bis 1930, in Mexiko stattfand.

## Übersicht
Im Jahr 1910 begannen oppositionelle Gruppen um Francisco Madero damit, den Sturz des diktatorisch regierenden mexikanischen Langzeitpräsidenten Porfirio Díaz herbeizuführen. Die Erhebung gegen Díaz war der Beginn einer Serie von zum Teil überaus blutigen Kämpfen und Unruhen, die große Teile Mexikos erfassten und das Land bis weit in die 1920er Jahre nicht zur Ruhe kommen ließen. Dabei wurden nicht nur die Interessengegensätze der sehr unterschiedlichen politisch-sozialen Trägergruppen der Mexikanischen Revolution ausgefochten, sondern zum Teil auch eine echte soziale Revolution verwirklicht. Tragend für die sozialrevolutionäre Seite der Revolution war vor allem die zapatistische Bewegung, die sich wiederum auf die Ideen der anarchistischen Magonistas stützte, die unter der Parole Tierra y Libertad („Land und Freiheit“) einen indigenen Kollektivismus und libertären Sozialismus propagierten.
Als wesentliche Ergebnisse der langwierigen Kämpfe der Mexikanischen Revolution, die bis etwa 1920 abgeschlossen waren, können die gewaltsame politische Verdrängung der alten mexikanischen Oligarchie sowie die Vernichtung bzw. Umformung des porfiristischen Staatsapparates und der vorrevolutionären Armee angesehen werden. Damit ging der Aufstieg einer neuen Führungsschicht aus den Reihen der diversen Revolutionsbewegungen und die Entstehung neuer staatlicher Strukturen einher. Allerdings konnten diese vielfach erst gegen den Widerstand lokaler Autonomiebestrebungen, die in der Zeit politisch wirkmächtig geworden waren, als im Land eine starke Zentralgewalt gefehlt hatte, durchgesetzt werden. Dementsprechend kam es noch bis zum Beginn der 1930er Jahre immer wieder zu Revolten einzelner Armeebefehlshaber und Erhebungen bestimmter Ethnien oder Bevölkerungssegmente gegen die neue Zentralregierung. Die Verwirklichung bedeutender sozialer Reformen, die 1910 einer der wesentlichen Gründe für den Ausbruch der Revolution gewesen war, erfolgte daher erst mit beträchtlicher zeitlicher Verzögerung unter der Präsidentschaft von Lázaro Cárdenas del Río.
1. Phase: Sturz des Díaz-Regimes (1910–1911)

Ciudad Guerrero – Casas Grandes – Agua Prieta I – Ciudad Juárez I – Torreón I – Cuautla I
2. Phase: Präsidentschaft Maderos (1911–1913)

Vázquista-Revolte – Orozco-Revolte – Morelos-Feldzug I – Decena Trágica
3. Phase: Revolte gegen das Regime Huertas und Intervention der USA (1913–1914)

San Andrés – Torreón II – Sinaloa – Ciudad Chihuahua I – Culiacán – Ciudad Juárez II – Tierra Blanca – Ojinaga – Cuautla II – Torreón III – Acaponeta – Tepic – Paredón – San Pedro – Veracruz – Tampico – Zacatecas – Orendaín
4. Phase: Bürgerkrieg zwischen Konventionisten und Konstitutionalisten (1914–1915)

Naco – Ramos Arizpe – Guadalajara – Blanca Flor – Halacho – Matamoros – El Ébano – Celaya – León–Trinidad – Aguascalientes – Agua Prieta II – Hermosillo
5. Phase: Herrschaft Carranzas und erneute Intervention der USA (1916–1920)

Columbus – Morelos-Feldzug II – Mexikanische Expedition – Ciudad Chihuahua II – Ciudad Chihuahua III – Horcasitas – Zapatas Offensive – Torreón IV – Estación Reforma – Rosario – González’ Offensive – Ciudad Juárez III
6. Phase: Wiederherstellung der Zentralgewalt und Herrschaft der Sonorenser (1920–1934)

Baja-California-Feldzug – De-la-Huerta-Revolte – Cristero-Aufstand – Yaqui-Krieg – Gómez–Serrano-Revolte – Escobar-Rebellion

## Ausgangslage: Mexiko unter Porfirio Díaz

### Politische Situation

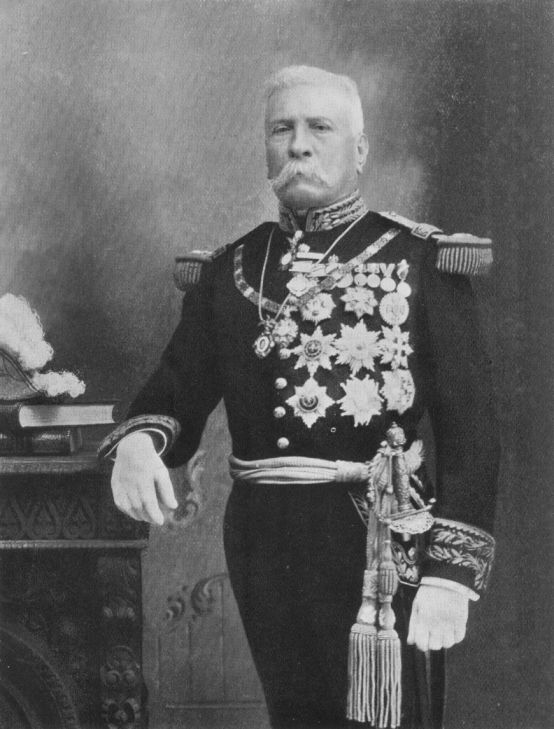
Mexikos Langzeitpräsident Porfirio Díaz

Nach Jahrzehnten der ständig wechselnden Regierungen, der Bürgerkriege und militärischer Interventionen fremder Mächte erlebte Mexiko im 19. Jahrhundert während der lange dauernden zweiten Präsidentschaft Porfirio Díaz’ eine noch nie dagewesene Phase innenpolitischer Stabilität und des inneren Friedens. Das war zu einem nicht unbeträchtlichen Teil der von Díaz betriebenen Zentralisierung der politischen Macht in Mexiko geschuldet, die nicht nur zur staatlichen Durchdringung von – verwaltungsmäßig betrachtet – bisher peripheren Gebieten führte, sondern auch zum Aufbau einer starken nationalen Exekutive. Dadurch war es der Regierung möglich, politische Kontrolle bis hinunter in den lokalen Bereich auszuüben und Anordnungen wesentlich wirksamer als früher durchzusetzen. Regionale Machtbereiche, die cacicazgos, wurden sukzessive beseitigt oder – falls das nicht möglich war – ihre Inhaber zumindest auf eine dauerhafte Loyalität gegenüber der Zentralregierung verpflichtet. Sofern die bisher oft weitgehend eigenständig agierenden Gouverneure der Bundesstaaten, aber auch sonstige regionale und lokale Potentaten aller Art bereit waren, das Eingreifen des Staates in ihren einstigen Machtdomänen zu tolerieren, wurde ihnen im Gegenzug die Möglichkeit geboten, sich und ihre Familienmitglieder beispielsweise durch Verleihung von Konzessionen und staatlichen Pfründen aller Art oder durch die Überlassung von Staatsland zu Vorzugspreisen zu bereichern.
Die vom Díaz-Regime betriebene Konzentration politischer Macht und seine Politik des pan o palo („Zuckerbrot oder Peitsche“), die zunächst durchaus vorteilhaft für das Land als Ganzes gewesen waren, wurden auf Dauer allerdings immer problematischer. Es kam nicht nur zur Entstehung eines beispiellosen Patronage-Systems mit all seinen negativen Begleiterscheinungen wie Bestechung und Korruption, sondern auch zu einem weitgehenden Bedeutungsverlust von Legislative und Judikative gegenüber der Exekutive, zur Aushöhlung vieler traditioneller Rechte der Bundesstaaten und einer sukzessiven Einschränkung der Autonomie der Gemeinden. Das gesamte Herrschaftssystem begann, sich immer stärker auf die Person des Präsidenten auszurichten, dessen Regierungsstil zunehmend autokratische Züge annahm. Nachdem Díaz 1888 seine dritte Amtszeit angetreten hatte, konnte de facto kein Gouverneur oder Abgeordneter für den Bundeskongress mehr gewählt werden, wenn er nicht zuvor die Zustimmung des Präsidenten erhalten hatte. Daraus resultierte eine zunehmende Oligarchisierung von Staat und Gesellschaft und – damit verbunden – eine Perpetuierung von Machtpositionen, deren Träger sich bald nur mehr aus einem kleinen und geschlossenen Kreis von dem Präsidenten absolut loyal ergebenen Cliquen und Familien rekrutierten. Gegen Ende von Díaz’ Regierungszeit war nicht nur eine „Vergreisung der meisten [politisch] führenden Persönlichkeiten“ zu konstatieren, sondern auch eine beinahe totale „Versteinerung des politischen Systems“ Mexikos. Die Entstehung einer landesweit organisierten Oppositionsbewegung, die ein politisches Gegengewicht zum Präsidenten und seinen Gefolgsleuten hätte bilden können, war in Mexiko aufgrund des patrimonialistischen Charakters des Regierungssystems, des Fehlens echter politischer Parteien und freier und fairer Wahlen und der Einschüchterungs- und Unterdrückungsmaßnahmen des im Sinne des Regimes effizient arbeitenden Polizeiapparates nur sehr schwer möglich.

### Wirtschaftliche Situation
Parallel zur politischen Zentralisierung Mexikos wurde unter Präsident Díaz im 19. Jahrhundert auch die wirtschaftliche Modernisierung des Landes systematisch vorangetrieben. Der Ausbau der Infrastruktur, vor allem des Eisenbahnnetzes sowie der Rohstoffe produzierenden und verarbeitenden Industrien, und die Kommerzialisierung der Landwirtschaft wurden gezielt gefördert. Nach 1900 begannen zudem die reichen mexikanischen Erdölvorkommen immer stärker ins Zentrum des wirtschaftlichen Interesses zu rücken und bereits 1913 war Mexiko der drittgrößte Erdölproduzent der Welt. Das bewirkte, dass sich Mexikos Wirtschaft von einer zuvor lokal und regional strukturierten in eine exportorientierte umwandelte, die seit dem ausgehenden 19. Jahrhundert immer stärker in die US-amerikanische Wirtschaft integriert und von US-Kapital durchdrungen wurde. 1910 stammten bereits 56 Prozent der mexikanischen Importe aus den USA und 80 Prozent der mexikanischen Exporte gingen dorthin. Die USA waren bereits gegen Ende des 19. Jahrhunderts der größte Investor in Mexiko gewesen. Amerikanische Firmen und Einzelunternehmer besaßen ausgedehnte Ländereien in Mexiko, waren Anteilhaber oder Besitzer von zahlreichen mexikanischen Banken, Bergwerken und sonstigen Unternehmen jeglicher Art, vor allem aber der Erdölgesellschaften.
So imponierend der wirtschaftliche Aufschwung Mexikos an sich war, so ungleich war der Reichtum verteilt. Die überwiegende Mehrheit der mexikanischen Bevölkerung profitierte vom gewaltigen wirtschaftlichen Wachstum in keiner Weise. 1910 beispielsweise verfügte rund ein Prozent der Bevölkerung über den Besitz und die Kontrolle von 96 Prozent des Grund und Bodens. 90 Prozent der Landbevölkerung hatte keinen eigenen Grundbesitz, weshalb sie sich als Arbeiter verdingen mussten. Dabei gerieten sie leicht in Schuldknechtschaft, die kaum von echter Sklaverei zu unterscheiden war. Diese Verhältnisse wurden im Caoba-Zyklus von B. Traven literarisch verarbeitet. Dazu gingen zwischen 1876 und 1912 Gemeindeweiden in der Größenordnung von etwa 1340 km² verloren.

### Krisenherde im spätporfiristischen Mexiko

Mexiko-Stadt etwa zur Zeit des Ausbruchs der mexikanischen Revolution

Aus den oben angesprochenen politischen und wirtschaftlichen Verhältnissen resultierten eine Reihe von spezifischen Krisenphänomenen, die „gleichsam als strukturelle Voraussetzungen […] der Revolution verstanden werden können“, die aber ebenso für ihren in den einzelnen Landesteilen höchst unterschiedlichen Verlauf verantwortlich waren. Für den Ausbruch der Revolution bedeutend war beispielsweise die Tatsache, dass der Konsens der Mittel- und Oberschichten mit dem Díaz-Regime, der wesentlich für dessen politische Stabilität gewesen war, im letzten Jahrfünft der Herrschaft Díaz’ zunehmend in Frage gestellt wurde. Die politische und wirtschaftliche Monopolstellung, welche die Díaz-Günstlinge in vielen Landesteilen errungen hatten – so zum Beispiel der Terrazas-Creel-Familienclan in Chihuahua –, führte nicht nur zu einer Marginalisierung der Mittelschichten, sondern entfremdete selbst Teile der Oberschicht dem Regime. Hinzu kam, dass sich die im Gefolge der nordamerikanischen Wirtschaftskrise von 1907 von der mexikanischen Regierung betriebene Steuer- und Kreditpolitik vor allem für die Mittelschichten nachteilig auswirkte. So war beispielsweise die Unzufriedenheit unter den zahlreichen Staatsangestellten groß, aber auch bei den kleinen Händlern und den Angehörigen der freien Berufe, die meist keine Möglichkeit des gesellschaftlichen Aufstiegs sahen und deren Lebensstandard bedroht war, als gegen Ende der Regierungszeit von Díaz die Reallöhne sanken. Aus der in diesen Kreisen allmählich entstehenden politischen Oppositionsbewegung sollten sich dann beispielsweise im Norden Mexikos die ersten Anführer der Revolution rekrutieren.
Einen Krisenherd besonderer Art stellte auch die Entwicklung des mexikanischen Agrarsektors dar. In diesem Zusammenhang ist jedoch zu betonen, dass der früher oft postulierte Konflikt zwischen den reichen, über riesige Ländereien verfügenden hacienderos und den unterdrückten, völlig land- und mittellosen peones die gesellschaftlichen Realitäten Mexikos in dieser Zeit nicht adäquat darstellt. Die Agrarentwicklung während Díaz’ Präsidentschaft verlief wesentlich komplizierter und war vor allem durch die Entstehung einer relativ wohlhabenden bäuerlichen Mittelklasse, die rancheros, gekennzeichnet. Dass die Entwicklungen im agrarischen Bereich dennoch eine der Ursachen der Revolution werden sollten, lag an ihren wirtschaftlichen, noch mehr aber an ihren politisch-gesellschaftlichen Auswirkungen. Kommerzielle und technische Neuerungen in der mexikanischen Landwirtschaft führten zu einem vermehrten ökonomischen Druck und zur ökonomischen Verdrängung vieler Kleinpächter und -bauern sowie zuvor selbständiger landwirtschaftlicher Produzenten. Obwohl diese Entwicklung regional sehr unterschiedlich verlief, hat die Forschung festgestellt, dass gegen Ende der Regierungszeit von Díaz ein beträchtlicher Teil der Landbevölkerung in wirtschaftliche Bedrängnis geraten war.
Besonders konfliktträchtig verlief die Auseinandersetzung zwischen Großgrundbesitzern und Kleinbauern in den Bundesstaaten Morelos und im Nordteil Chihuahuas. In Morelos, wo seit der Kolonialzeit Zucker angebaut wurde, hatte die Modernisierung der Zuckerproduktion auch eine Ausdehnung der Anbauflächen notwendig gemacht. Diese aber war im dicht besiedelten Bundesstaat nur auf Kosten der landbesitzenden Dörfer, der pueblos, und der noch unabhängigen kleinen und mittleren Besitzer möglich und nahm zunehmend die Form einer systematischen Enteignungspolitik seitens der Großgrundbesitzer an. Deren pseudolegales, oft aber rein erpresserisches Vorgehen war aufgrund des Stillschweigens der Lokalbehörden und der korrupten Gerichte zumeist von Erfolg gekrönt. Die ständige Ausdehnung des Haziendalandes entzog den pueblos schrittweise ihre wirtschaftliche Grundlage und führte zwischen 1876 und 1910 zu einem Rückgang derselben um rund ein Sechstel. Die solcherart landlos gewordenen Bauern hatten dann oft keine andere Möglichkeit, als fortan auf der Hazienda, die ihnen ihr Land genommen hatte, zu arbeiten. Die damit einhergehenden Abhängigkeitsverhältnisse führten in Morelos zu einer Proletarisierung der Landbevölkerung. Obwohl zahlreiche Dörfer ihr Land oder Teile davon verloren hatten, bestanden sie als politisch selbständige Einheiten jedoch fort. Den vom Landraub Betroffenen bot sich auf diese Weise nicht nur ein Forum für Protest und politische Willensäußerung, sondern sie fanden in der nach wie vor intakten Dorfgemeinschaft auch sozialen Rückhalt. Das wiederum begünstigte die Entstehung eines organisierten Widerstandes gegen die Landenteignungen, was auch erklärt, warum die Revolution gerade in Morelos von Anfang an zahlreiche Anhänger fand.
Im Nordteil Chihuahuas betraf der Landraub durch die Großgrundbesitzer vor allem jene Bauern und Viehzüchter, welche Nachfahren der im 19. Jahrhundert zur Abwehr von Indianereinfällen (vorwiegend Apachen und Comanchen) angesiedelten Militärkolonisten waren. Nachdem die Apachen in den 1880er Jahren als Letzte endgültig besiegt worden waren, bedurfte man der Dienste der einstigen Kolonisten nicht mehr und entzog ihnen nach und nach die zuvor großzügig gewährten Sonderrechte. Anschließend wurden sie in großem Ausmaß ihres Landes beraubt. Wie ihre Standesgenossen in Morelos gehörten deshalb auch sie zu den Revolutionären der ersten Stunde.
Eine besondere Gruppe von Revolutionären bildeten schließlich die Yaqui-Indianer in Sonora. Sie hatten sich während Díaz’ Regierungszeit beinahe im permanenten Kriegszustand mit der mexikanischen Regierung befunden, die es vor allem auf das von ihnen gemeinschaftlich bewirtschaftete und ihnen heilige Land abgesehen hatte. Die Yaqui-Kriege wurden hinsichtlich ihrer Grausamkeit nur noch von den sogenannten Kastenkriegen gegen die Maya-Bevölkerung Yucatáns übertroffen. Am Vorabend der Revolution waren die Yaquis zwar immer noch nicht völlig besiegt, aber viele von ihnen waren bis dahin getötet oder als Zwangsarbeiter auf die Plantagen Yucatáns deportiert worden. Falls die noch in Freiheit lebenden Yaquis nicht bereits einen permanenten Guerillakrieg gegen alle Weißen führten, schlossen sie sich zu Beginn der Revolution zumindest nominell Francisco Madero an, den sie allerdings schon bald wieder bekämpften, weil auch er ihnen ihr Land nicht zurückgab. Erst Alvaro Obregon gelang es, einen größeren Teil der Yaquis in seine Armee zu integrieren und damit fester in das Revolutionslager einzubinden.

## Ablauf der Mexikanischen Revolution

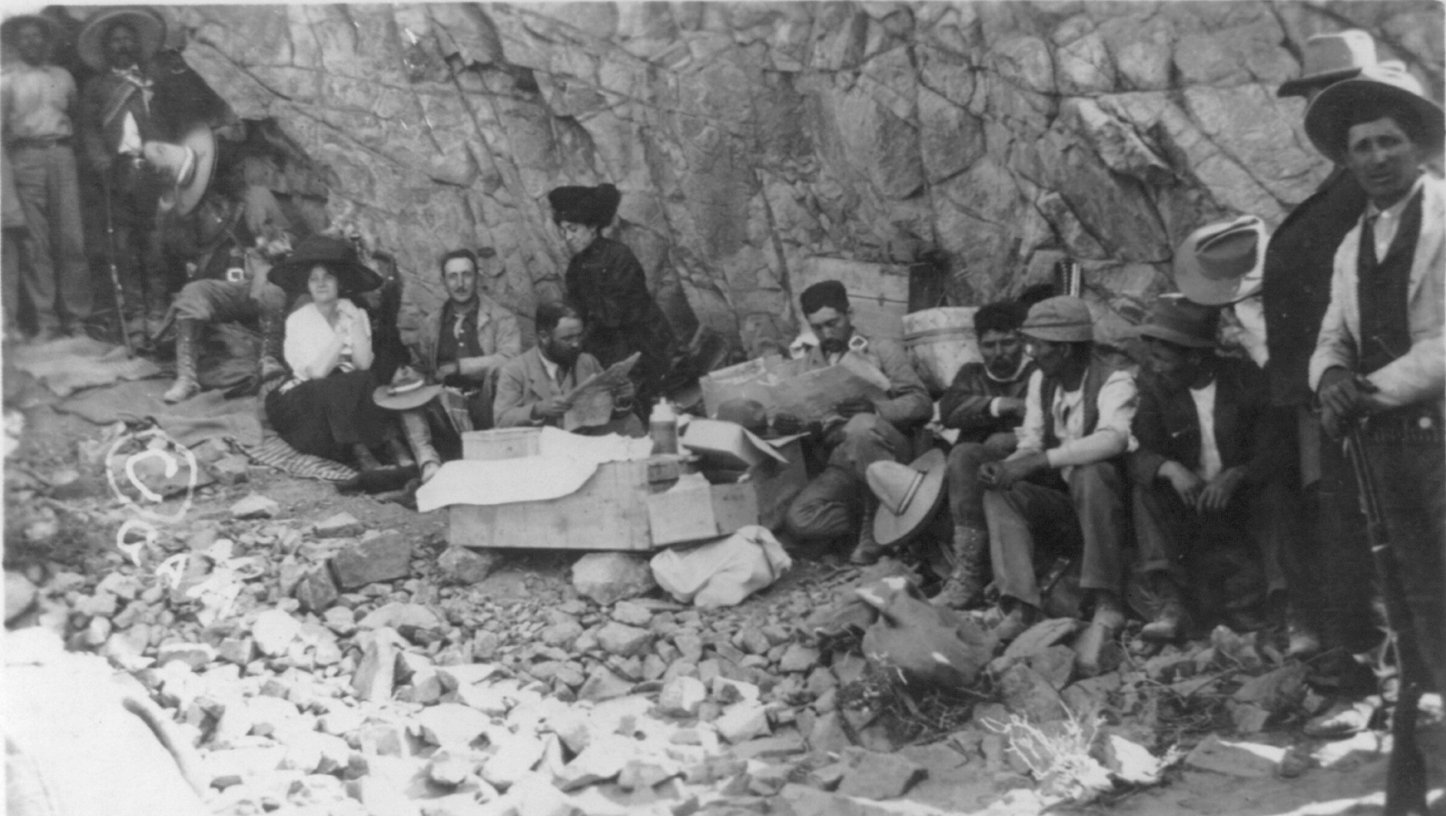
Francisco Madero, seine Frau und Rebellen (Foto aus der ersten Jahreshälfte 1911)

### Sturz des Díaz-Regimes (1910/11)
1908 hatte der greise Präsident Mexikos mit einem Interview aufhorchen lassen, das er dem US-amerikanischen Journalisten James Creelman gegeben hatte. Darin hatte er die Option seines Rücktritts am Ende der laufenden Amtsperiode bei gleichzeitiger demokratischer Wahl eines Nachfolgers in Aussicht gestellt und sogar die Bildung oppositioneller Parteien ermuntert. In der Folgezeit formierte sich eine eigenständige politische Bewegung um den populären General und Gouverneur des Bundesstaates Nuevo León, Bernardo Reyes, der als aussichtsreichster Nachfolgekandidat galt. Das Veto des Präsidenten zugunsten des Kandidaten seines inneren Machtzirkels und die Abschiebung von Reyes auf einen Auslandsposten brach der neuen Wahlbewegung allerdings die Spitze und ließ mit Francisco Madero einen bisher weitgehend unbekannten Spross einer reichen Großgrundbesitzersfamilie aus dem Bundesstaat Coahuila in den Vordergrund treten. Dieser hatte in seiner Ende 1908 erschienenen Schrift „La sucesión presidencial en 1910“ für ein demokratisches politisches System in Mexiko plädiert und damit für Aufsehen gesorgt. Mit der Nominierung von Madero und dem Arzt Francisco Vázquez Gómez als Präsidentschafts- und Vizepräsidentschaftskandidaten wurde die Machtstellung Díaz’ erstmals offen herausgefordert. Unter den Schlagworten „Sufragio efectivo –  No Reeleccion“ („tatsächliches Wahlrecht – keine Wiederwahl“) entwickelte sich die antireelektionistische Partei Maderos zu einer Volksbewegung, die vom herrschenden Regime mehr und mehr als Bedrohung wahrgenommen wurde. Frauen wie Julia Nava de Ruisánchez spielten eine wichtige Rolle an antireelektionistische Aktivitäten gegen Díaz, etwa durch den Frauenklub Hijas de Cuauhtémoc. Der Club setzte sich für politische Ziele ein, beteiligte sich an Propagandaaktionen und unterstützte Francisco Madero im Kampf gegen die Wiederwahl Díaz’. Schließlich gab Díaz seine anfängliche Toleranz auf, ließ Madero und seine engsten Mitstreiter verhaften und seine Bewegung zerschlagen. Nach einer inszenierten Wiederwahl wurden Díaz’ Sieg und der seines Vizepräsidenten Ramón Corral verkündet. Madero rief nun nach seiner Flucht aus dem Gefängnis von San Luis Potosí in die USA im „Plan von San Luis Potosí“ die Mexikaner für den 20. November 1910 zum Sturz des Präsidenten auf. Der 20. November wurde später, nach dem Sieg der Revolution, als „Tag der Revolution“ (Aniversario de Revolución Mexicana) ein gesetzlicher Feiertag.
Entgegen Maderos Erwartungen fand sein Aufruf vor allem in den ländlichen Regionen ein Echo, wo zahlreiche bewaffnete Gruppen, darunter jene Pascual Orozcos und Pancho Villas im nördlichen Bundesstaat Chihuahua, mit dem Kampf gegen Díaz begannen. Im März 1911 verlor Madero zwar die Schlacht um Casas Grandes, Emiliano Zapata eröffnete jedoch im südlich der Hauptstadt gelegenen Bundesstaat Morelos eine weitere Front gegen Díaz. In den großen Städten konnten die porfiristische Armee und Polizei maderistische Aufstandsversuche zumeist schon im Keim ersticken und die Kontrolle noch längere Zeit bewahren. Auf Dauer erwies sich die schlecht geführte, mangelhaft ausgerüstete und personell unterbesetzte Bundesarmee, deren Befehlsstrukturen ganz auf die Person des Präsidenten zugeschnitten waren, aber als zu schwach, um mit den an immer mehr Orten aufflammenden Aufständen fertig zu werden. Die offensichtliche militärische Schwäche des Regimes begünstigte weitere Erhebungen und bewirkte gleichzeitig eine zunehmende Paralyse des politisch-administrativen Apparates. Als es im Mai 1911 den vereinigten nördlichen Rebellenkontingenten gelang, die Grenzstadt Ciudad Juárez einzunehmen und damit einen bedeutenden Stützpunkt für den Nachschub von Waffen und Munition aus den USA zu erwerben, gab Díaz schließlich dem Drängen seiner engsten Mitarbeiter nach, erklärte am 17. Mai seinen Rücktritt und begab sich ins Exil nach Paris. Der Verfassung entsprechend übernahm nun der bisherige Außenminister Francisco León de la Barra die Funktion eines Interimspräsidenten, dem auch die Vorbereitung von Neuwahlen zufiel. Am 21. Mai 1911 wurden mit dem „Vertrag von Ciudad Juárez“ (Tratado de Ciudad Juárez), dessen wichtigster Bestandteil die Wiederherstellung der öffentlichen Ordnung und die möglichst schnelle Entlassung der verschiedenen Rebellenkontingente war, die Feindseligkeiten offiziell für beendet erklärt. Mit diesem Vertrag, in dem Madero den verbliebenen Exponenten des alten Systems weitgehende Zugeständnisse machte und der keinesfalls die ungeteilte Zustimmung seiner Anhängerschaft fand, hatte die erste Phase der Mexikanischen Revolution ihren Abschluss gefunden.

### Präsidentschaft Maderos (1911–1913)
Im Oktober 1911 wurde Madero zum neuen Präsidenten gewählt. Er enttäuschte die in ihn gesetzten Hoffnungen aber schon nach kurzer Zeit, weil er nicht nur an den alten Strukturen in Armee und Verwaltung festhielt, sondern vielfach auch die alten Amtsträger in ihren Funktionen beließ. Sein Nepotismus, vor allem aber das Ausbleiben einer Landreform, taten ein Übriges und brachten zunehmend größere Bevölkerungsteile gegen ihn auf. Als erste revoltierten die Zapatisten gegen Madero. Im „Plan von Ayala“ vom 25. November 1911 sprachen sie ihm nicht nur seine Autorität als Führer der Revolution und als Präsident Mexikos ab, sondern begründeten damit auch ihre eigene Revolution, die „Revolution des Südens“ (Revolución del Sur). Kernstück des Plans von Ayala war aber die Restitution des von den Hacendados enteigneten Landes an die alten und rechtmäßigen Besitzer, die Pueblos, das heißt die Dörfer bzw. die Dorfgemeinschaften. Zwar hatte sich Madero dem Forderungskatalog der Zapatisten, wie er letztlich im Plan von Ayala als Grundsatzpapier zum Ausdruck kam, nicht grundsätzlich verschlossen gezeigt, um aber die Autorität seines neuen Amtes zu wahren, hatte er zunächst einmal ihre bedingungslose Kapitulation verlangt. Im nun folgenden Konflikt erlebte die Bevölkerung von Morelos eine besonders brutale Pazifizierungskampagne der Bundesarmee, deren Kommandant, General Juvencio Robles, ganze Dörfer niederbrennen und alle wehrfähigen Männer zwangsweise in die Armee einziehen ließ. Er verfehlte aber sein Ziel, den Aufstand niederzukämpfen und sorgte stattdessen für einen Solidarisierungseffekt der bedrängten Bevölkerung mit den Truppen Zapatas. Letztlich blieb der Konflikt mit den Zapatisten für Madero ein ungelöstes Problem, allerdings ein auf den Bundesstaat Morelos beschränktes. Das lag auch darin begründet, dass die Zapatisten eine sehr auf ihre lokale und regionale agrarische Klientel beschränkte Agenda verfolgten, welche für Bevölkerungssegmente deren Erwerbsquelle nicht die Landwirtschaft war und die außerhalb von Morelos lebten, kaum attraktiv war.
Im Gegensatz zu jener der Zapatisten barg die im März 1912 ausbrechende Erhebung des populären einstigen Revolutionsgenerals und Madero-Anhängers Pascual Orozco, der sich auch andere ehemals für Madero kämpfende Revolutionsführer anschlossen, die Gefahr der Ausweitung zu einem Flächenbrand in sich. Trotz sozialer Forderungen, wie sie auch von Orozco und seinen Militärführern erhoben wurden, waren in Wirklichkeit deren enttäuschte Hoffnungen auf wichtige politische Positionen nach dem Sturz von Diaz eine wesentliche Triebkraft dieser Revolte. Mithilfe der Bundesarmee unter Victoriano Huerta konnte die Erhebung Orozcos relativ rasch niedergeschlagen werden. Das änderte allerdings nichts an der Tatsache, dass sich Madero nicht nur sukzessive seiner eigenen Machtbasis beraubt hatte, sondern auch in den Augen der alten porfiristischen Eliten, die immer noch an zahlreichen Schaltstellen der Macht saßen, als unfähig zur Beherrschung der Lage und zur Beruhigung des Landes erwiesen hatte. Zum Teil lagen Maderos politische Fehler und sein Zögern, die Lösung drängender Probleme wie das der Landreform rasch in Angriff zu nehmen, auch darin begründet, dass er der Illusion erlag, dass die sozialen Konflikte Mexikos in einem demokratischen System quasi von selbst ihre politisch-gesellschaftliche Sprengkraft verlieren würden. Die Schaffung einer demokratischen Ordnung bei gleichzeitiger Wahrung „einer Kontinuität der legalen Ordnung“ hatte für die führenden Maderisten oberste Priorität, die Umverteilung von Grund und Boden sowie anderen Ressourcen war demgegenüber für sie nur von untergeordneter Bedeutung.

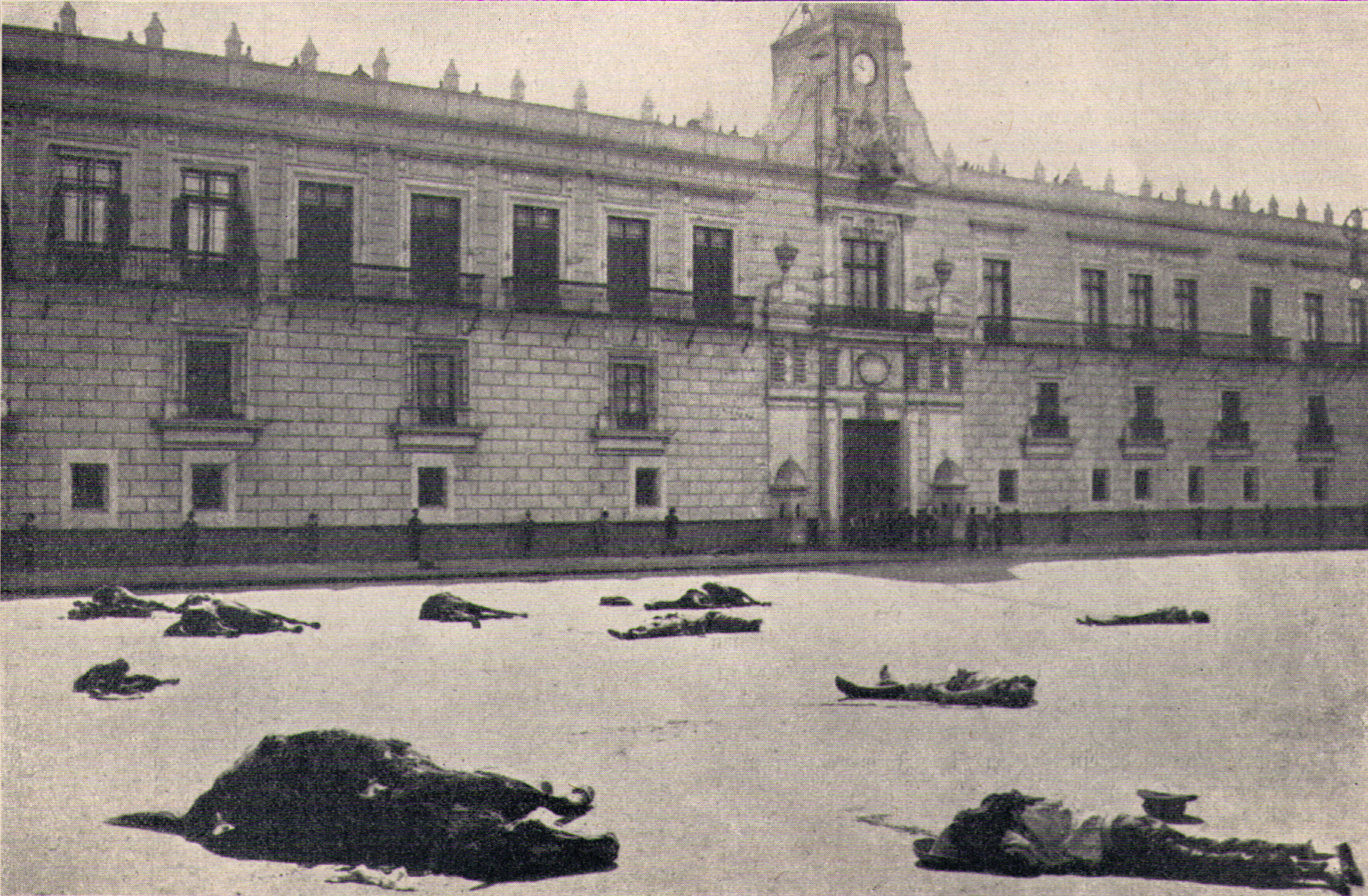
Foto des Nationalpalastes in Mexiko-Stadt, aufgenommen während der Kampfhandlungen der Decena trágica 1913

Letztendlich hing Maderos politisches Überleben von der Armee ab, die er großzügigerweise zur Hüterin der neuen revolutionären Ordnung auserkoren hatte. Tatsächlich aber konnten sich viele Angehörige des alten porfiristischen Offizierskorps nicht mit den neuen Verhältnissen abfinden. Sie hatten sich zwar aktiv an der Niederschlagung der Revolten aus den Reihen der Ex-Parteigänger Maderos beteiligt, verhielten sich aber ansonsten gegenüber der neuen Regierung bestenfalls indifferent. Zwei Militärrebellionen, nämlich jene, die der aus dem nordamerikanischen Exil zurückgekehrte Bernardo Reyes, und jene, die Felix Díaz, ein Neffe des gestürzten Langzeitdiktators, angezettelt hatte, waren zwar kläglich gescheitert, hätten aber für die Regierung ein Warnsignal sein müssen. Die beiden Aufrührer, die der Hinrichtung entgangen waren und zahlreiche Sympathisanten in der Armee hatten, konspirierten aus dem Gefängnis heraus weiterhin gegen die Regierung. Schließlich kam es im Februar 1913 zu einem Putsch gegen die Regierung, in dessen Verlauf Madero entmachtet und kurz darauf mit einigen seiner engsten Parteigänger ermordet wurde. Involviert in diesen Staatsstreich, aus dem der Oberkommandierende der Armee, Victoriano Huerta, als neuer Machthaber hervorgehen sollte, war auch der US-Botschafter Henry Lane Wilson (1857–1932), der Huerta und seinen Mitstreitern versichert hatte, dass ihr Vorhaben mit dem Wohlwollen der US-Regierung rechnen könne. Der Staatsstreich Huertas ging als Decena Trágica, die „zehn tragischen Tage“, in die mexikanische Geschichte ein, weil sich loyal zur Regierung stehende Armeeverbände in der Hauptstadt zehn Tage lang mit aufständischen Armeeeinheiten Gefechte lieferten, die auch unter der Zivilbevölkerung zahlreiche Opfer forderten.

### Das Regime Huertas (1913–1914)
Huerta war es zunächst gelungen, den Machtwechsel relativ reibungslos zu vollziehen. Dabei kam ihm der Umstand sehr zu Hilfe, dass es mit Ausnahme einiger Bundesstaaten im Norden Mexikos während der Präsidentschaft Maderos weder in der Führungsriege der Armee noch in der hohen Beamtenschaft personelle Wechsel gegeben hatte und auch die gesellschaftliche Struktur des Landes kaum verändert worden war. Huerta konnte sich daher als neuer Machthaber auf nach wie vor mächtige und einflussreiche politisch-gesellschaftliche Gruppierungen und Netzwerke des einstigen porfiristischen Regimes stützen, „was seiner Herrschaft einen unverkennbar restaurativen Charakter verlieh.“ Auch die Mehrheit der einzelnen Bundesstaaten fand sich mit dem neuen Machthaber ab, bei zwei Staaten war dies aber nicht der Fall: Sonora und Coahuila. Der Gouverneur von Coahuila, Venustiano Carranza, ließ den Putsch Huertas durch das Parlament „seines“ Bundesstaats verurteilen und dem Usurpator im „Plan von Guadalupe“ vom 26. März 1913 das Recht auf die Präsidentschaft aberkennen. Gleichzeitig rief er sich in diesem Manifest an die Nation zum primer jefe, zum obersten Anführer der „konstitutionalistischen“, das heißt der treu zur Verfassung stehenden Streitkräfte, aus. Seinen Führungsanspruch leitete er dabei aus der Tatsache her, dass er als gewähltes Oberhaupt eines Bundesstaates innerhalb der Anti-Huerta-Opposition quasi der höchste Repräsentant der verfassungsmäßigen Ordnung sei. Obwohl Carranza in Coahuila der militärischen Übermacht der Bundesarmee Huertas schon bald weichen musste, gelang es ihm dennoch in den folgenden Monaten seine Autorität als oberster Chef der Anti-Huerta-Bewegung zu festigen.
Neben dem von den beiden nördlichen Bundesstaaten organisierten quasi staatlichen Widerstand formierten sich im Norden Mexikos bald auch spontane Widerstandsgruppen, unter ihnen jene Pancho Villas, die bald eine der bedeutendsten werden sollte; und nachdem Verhandlungen mit den Zapatisten über einen Waffenstillstand gescheitert waren, sah sich Huerta gezwungen, auch an dieser Front militärisch aktiv werden zu müssen. Hinzu kam, dass sich in den Monaten nach seiner Machtübernahme innerhalb des noch unter Madero gewählten Kongresses zunehmende Opposition gegen Huertas Regime regte. Dieser ließ daher im Oktober 1913 den Kongress gewaltsam auflösen und manipulierte Neuwahlen abhalten, womit sein Regierungsstil nun auch nach außen hin immer unverkennbarere diktatorische Züge annahm. Zu einem Dauerproblem für Huerta entwickelten sich auch die Beziehungen zu den Vereinigten Staaten, die sich schon bald nach seiner Machtübernahme rapide zu verschlechtern begannen. Zwar hatte US-Botschafter Wilson nach dem Putsch Huertas eine Anerkennung von dessen Regime durch sein Land zu erreichen versucht, aber ihm war der Erfolg versagt geblieben. Die auslaufende Administration von Präsident William Howard Taft war zu einem solchen Schritt nicht mehr bereit. Für Tafts Nachfolger Woodrow Wilson, der die Art und Weise der Machtübernahme Huertas verabscheute, kam eine völkerrechtliche Anerkennung seines Regimes nicht in Frage. Konfliktverschärfend kam hinzu, dass, wie schon Madero, auch Huerta die Hoffnungen der Vereinigten Staaten auf eine besondere Förderung ihrer primär wirtschaftlichen Interessen in Mexiko nicht zu erfüllen bereit war. Huerta wollte sich einen gewissen außenpolitischen Spielraum bewahren und förderte daher britische Firmen und Konzerne als Gegengewicht zu den US-amerikanischen. Nachdem ihre Versuche, Huerta durch wirtschaftlichen und diplomatischen Druck zum Rücktritt zu bewegen, fehlgeschlagen waren, nahm die US-Administration die gewaltsame Auflösung des mexikanischen Kongresses zum Anlass, zu einer Politik der offenen Unterstützung der Gegner Huertas überzugehen. Anfang Februar 1914 wurde das Waffenembargo gegenüber Mexiko gelockert, wodurch sich die in den nördlichen mexikanischen Bundesstaaten operierenden Rebellentruppen nun quasi legal mit Waffen, Munition und allen sonstigen Nachschubgütern aus den USA versorgen konnten. Schließlich nahmen die Vereinigten Staaten einen an und für sich nichtigen Vorfall zum Anlass und besetzten im April 1914 die Hafenstadt Veracruz. Damit beraubten sie Huerta nicht nur wichtiger Zolleinnahmen, sondern auch seines bedeutendsten Einfuhrhafens für europäische Waffen. Nach der Besetzung von Veracruz starteten die ABC-Staaten (Argentinien, Brasilien und Chile) ein Vermittlungsangebot zur Lösung der US-amerikanisch-mexikanischen Differenzen. Die anfänglichen Hoffnungen der USA, sich bei diesen in Niagara Falls zu führenden Verhandlungen einen bestimmenden Einfluss bei der Neuregelung der mexikanischen Verhältnisse zu sichern, erfüllten sich allerdings nicht. Die Konstitutionalisten zeigten an solchen Gesprächen keinerlei Interesse, vielmehr waren sie entschlossen, eine militärische Entscheidung im mexikanischen Bürgerkrieg zu suchen und auf diese Weise die Reste des alten porfiristischen Staatsapparates nun ein für alle Mal zu beseitigen.
Diese Haltungsänderung der Konstitutionalisten führte zu einem mit einer bisher nicht gekannten Erbitterung und unter Beteiligung breiter Volksmassen ausgetragenen Bürgerkrieg, bei dem sich auf beiden Seiten relativ große und gut ausgerüstete Streitkräfte gegenüberstanden. Die konstitutionalistischen Streitkräfte in den nördlichen Bundesstaaten, die sich aufgrund der Haltung der Vereinigten Staaten leicht mit Waffen versorgen konnten, wandelten sich schon im Laufe des Jahres 1913 von anfänglich lose organisierten und kleinen Verbänden, die Huertas Bundesarmee mit Hit-and-Run-Taktiken bekämpft hatten und dabei von der Bevölkerung häufig stillschweigend unterstützt worden waren, zu kompakten und kampfstarken Armeen. Diese konnten sich fortan in offenen Feldschlachten mit ihren Gegnern messen und blieben dabei meist auch siegreich. Charakteristisch für diese konstitutionalistischen Kampfeinheiten war auch, dass sie über eine – für mexikanische Verhältnisse – ausgefeilte Logistik verfügten und ihre oft weit auseinander liegenden militärischen Einsatzorte im Normalfall auf dem Schienenweg erreichten. Lediglich die Zapatisten im Süden, die über keine den nördlichen Revolutionstruppen vergleichbare wirtschaftliche Basis verfügten (die einst bedeutende Zuckerproduktion war infolge der Revolution nicht mehr existent), aufgrund der isolierten Lage ihres Kampfschauplatzes auch keine Möglichkeit hatten, sich mit Waffen und Munition aus dem Ausland zu versorgen, konnten nie völlig auf eine Guerillakriegsführung verzichten. Dementsprechend entfiel bei ihnen auch ein umfangreicher logistischer Aufwand, erstens, weil ihr Kampfgebiet viel kleiner war, zweitens, weil sie mit der Unterstützung der örtlichen Bevölkerung rechnen konnten, und drittens, weil es sich bei ihnen überwiegend um Bauern-Soldaten handelte, die sich nach Möglichkeit selbst versorgten und nach Abschluss einer Kampfhandlung, eines Raids oder Feldzugs wieder auf ihre Höfe zurückkehrten.
Im Norden Mexikos waren es vor allem drei Revolutionsarmeen, die schon bald von sich reden machten: Von Sonora aus stieß die von Alvaro Obregón kommandierte „Armee des Nordwestens“ (Ejército del Noroeste) entlang der Pazifikküste nach Süden in Richtung Mexiko-Stadt vor. Im Zentrum operierte die von Pancho Villa kommandierte „Division des Nordens“ (División del Norte), die sich im Herbst 1913 aus diversen Rebellengruppen der Bundesstaaten Chihuahua, Coahuila und Durango formiert und mit der Eroberung der Stadt Torreón ihre Feuertaufe bestanden hatte. Sie vertrieb bis Anfang 1914 die Bundesarmee völlig aus dem Bundesstaat Chihuahua und machte sich dann ebenfalls auf den langen Weg in Richtung Mexiko-Stadt. Die von Pablo González kommandierte „Armee des Nordostens“ (Ejército del Noreste) entriss den Streitkräften Huertas sukzessive die Kontrolle über die nordöstlichen Bundesstaaten Mexikos. Daneben gab es noch Anti-Huerta-Bewegungen in nicht wenigen anderen Landesteilen, von denen die meisten allerdings keine überregionale Bedeutung erlangten und sich im Laufe der weiteren Ereignisse zumindest nominell den Streitkräften Obregóns, Villas oder Zapatas anschlossen.
Huerta begegnete den wachsenden militärischen Herausforderungen mit einer massiven Aufstockung der Bundesarmee. Dabei ging die Quantität jedoch stark zu Lasten der Qualität, da seine Regierung dieses Vorhaben nur unter rigoroser Anwendung von Zwangsrekrutierungen erreichen konnte; und selbst dadurch erhöhte sich der Effektivstand der Streitkräfte „nur“ auf rund 125.000 der geplanten 250.000 Mann. Die Folgen dieser Zwangsrekrutierungen waren eine durchwegs schlechte Kampfmoral und eine hohe Desertionsrate unter den federales, den Angehörigen der Bundesarmee, sowie eine zunehmende Abkehr der Bevölkerung von Huertas Regime. Dessen Machtstellung wurde seit Herbst 1913 durch die sich häufenden Rückschläge im Kampf gegen die Streitkräfte der Konstitutionalisten mehr und mehr erschüttert und brach schließlich nach den vernichtenden Niederlagen seiner Armeen bei Zacatecas und bei Orendaín zusammen. Im Juni 1914 hatte Villas Truppe die wichtige Garnisonsstadt Zacatecas, die Huertas letztes Bollwerk entlang der Bahnstrecke von Chihuahua nach Mexiko-Stadt war, im Sturm erobert; und im Juli 1914, nur zwei Wochen später, vernichtete Obregón in einer nicht weniger blutigen Schlacht die Armee Huertas, die Guadalajara hielt, und erzwang sich von dieser Seite aus den Zugang zur Hauptstadt. Angesichts dieser nun nicht mehr zu ersetzenden Verluste gab Huerta schließlich auf und schiffte sich am 15. Juli 1914 auf der Ypiranga in Richtung Europa ein.
Huertas verfassungsmäßiger Nachfolger als Präsident wurde der bisherige Außenminister Francisco S. Carvajal. Unmittelbar vor dem Ende seiner kurzen Amtszeit kam es am 12. August 1914 noch zur Unterzeichnung des „Vertrags von Teoloyucán“, mit dem die mexikanische Bundesarmee bedingungslos vor den siegreichen Streitkräften Obregóns kapitulierte. Damit fanden auch die Feindseligkeiten zwischen „Konstitutionalisten“ und Huertistas ein Ende. Dieser Vertrag sicherte Obregóns Armee den Zugang nach Mexiko-Stadt und enthielt als weitere Bestimmung, dass die südlich der Hauptstadt gegen die Zapatisten stationierten Einheiten der Bundesarmee ihre Stellungen erst zu verlassen hätten, wenn sie durch Einheiten der Armee Obregóns abgelöst worden wären. Villa war bereits nach seinem Sieg am weiteren Vormarsch per Bahn gehindert worden. Auf diese Weise wurde den von Carranza schon seit längerem misstrauisch beäugten Revolutionsführern der Zugang nach Mexiko-Stadt verwehrt.

### Erneuter Bürgerkrieg und Regierung Carranzas (1915–1920)
Die Anti-Huerta-Koalition, in der bereits während des Krieges gegen diesen erste Risse sichtbar geworden waren, zerbrach nach dessen Sturz rasch wieder. Die divergierenden Vorstellungen Zapatas, Villas und Carranzas, der nach dem Sieg über Huerta als „Oberster Chef der konstitutionalistischen Armee, ausgestattet mit der Exekutivgewalt der Nation“ weiterhin auf seinem Führungsanspruch in Mexiko bestand, ließen sich nicht vereinbaren. Nachdem Villa sich geweigert hatte, an dem von Carranza für Anfang Oktober 1914 einberufenen Konvent der Gouverneure und Generäle in Mexiko-Stadt teilzunehmen und auch die Verhandlungen über den Eintritt der Zapatisten ins Lager Carranzas gescheitert waren, war ein Waffengang zwischen Villa und Zapata auf der einen und Carranza auf der anderen Seite voraussehbar. Zur Überraschung Carranzas war der von ihm einberufene Konvent nicht bereit, ihm allein die verlangte „Exekutivgewalt“ zuzugestehen und vertagte sich, um seine Sitzungen in Aguascalientes wieder aufzunehmen. Dort wandte sich der Konvent vollends gegen Carranza, bestätigte Villa in seiner Stellung als Befehlshaber der von ihm kommandierten Revolutionsarmee und wählte den General Eulalio Gutiérrez zum provisorischen Präsidenten. Carranza erklärte nun seinerseits die Abmachungen des Konvents für ungültig und gab bekannt, dass er weiterhin als oberstes Exekutivorgan Mexikos fungieren werde.

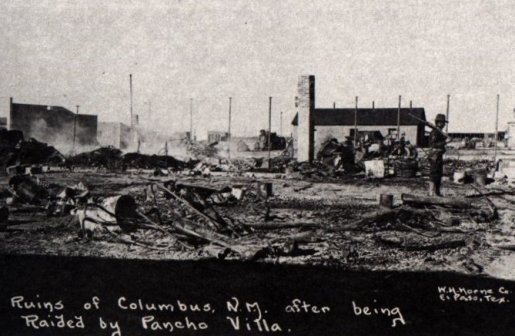
Columbus nach dem Überfall der Villistas im März 1916

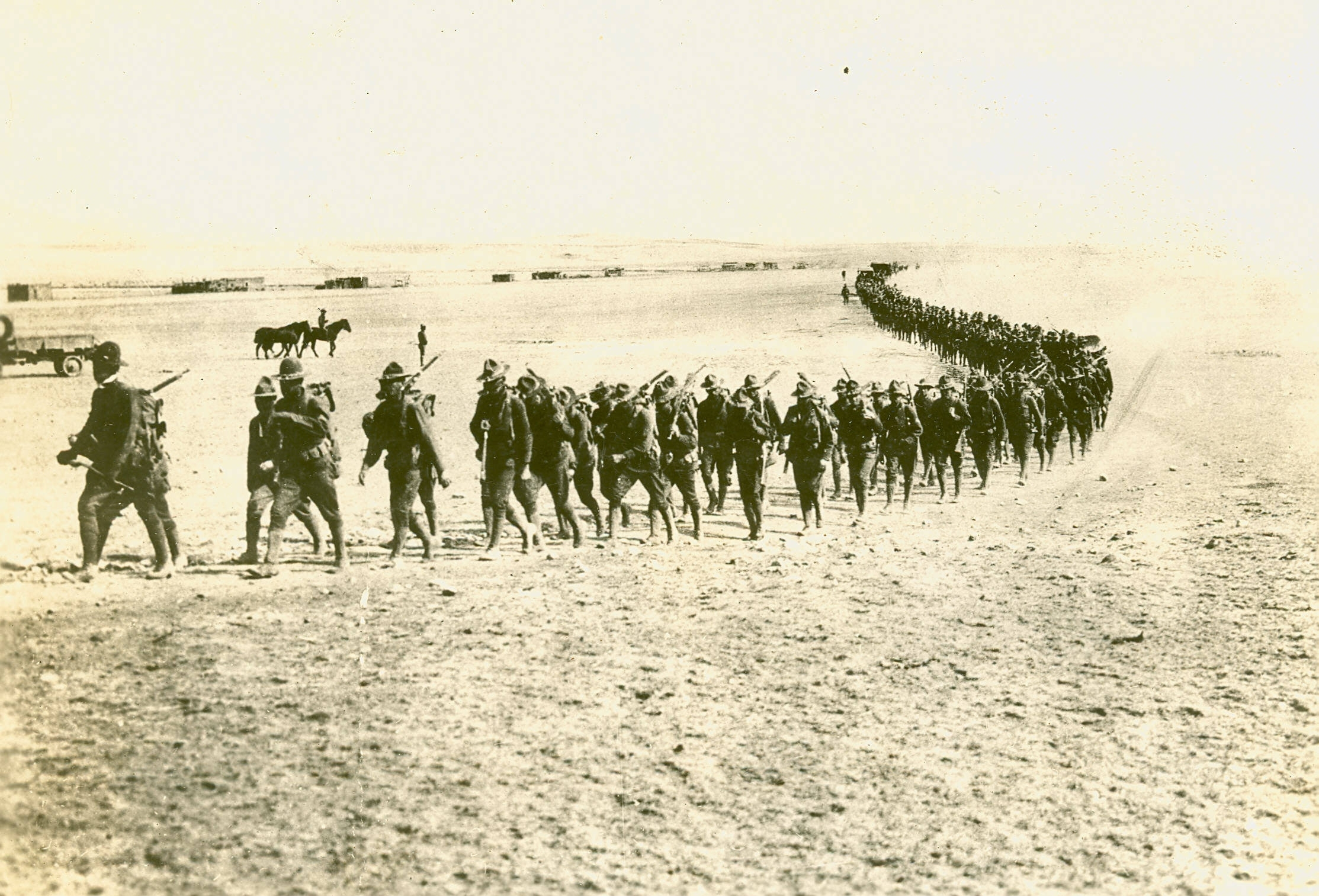
Soldaten der US-„Strafexpedition“ auf dem Marsch (Foto aus dem Jahr 1916)

Im nun einsetzenden Bürgerkrieg zwischen „Konventionisten“ und „Konstitutionalisten“ wandte sich Carranza zunächst gegen Villa, den stärksten seiner Gegner. Mit Hilfe Alvaro Obregóns, eines Ranchers, der sich seine beträchtlichen militärischen Fähigkeiten autodidaktisch angeeignet hatte, gelang es Carranza, Villas Armee bis Ende 1915 in einer Serie blutiger Schlachten, deren entscheidende jene bei Celaya, León–Trinidad und Aguascalientes waren, immer weiter nach Norden zu treiben und als überregionalen Machtfaktor auszuschalten. Als mit den Schlachten bei Agua Prieta und Hermosillo auch Villas Versuch gescheitert war, seine angeschlagenen Kräfte durch einen Vorstoß in den Bundesstaat Sonora aufzufrischen, sank er endgültig wieder auf den Status eines Guerillaführers herab. Viele seiner Männer nahmen das Amnestieangebot Carranzas an und schieden entweder endgültig aus dem Bürgerkrieg aus oder aber traten in die Reihen der einstigen militärischen Gegner ein. Mit den ihm noch verbliebenen Truppen – Ende 1915/Anfang 1916 wohl kaum mehr als 1000 Mann – führte Villa aber weiterhin einen hartnäckigen Guerillakrieg gegen Carranza.
Nach der Anerkennung der Regierung Carranza durch die Vereinigten Staaten im Oktober 1915 begann Villa den USA zunehmend auch außenpolitische Probleme zu bereiten, indem er US-amerikanische Bürger gezielt angriff und ermordete. Der Überfall der Villistas auf die US-Grenzstadt Columbus im März 1916 hatte eine erneute militärische Intervention der USA in Mexiko zur Folge, diesmal, um Villa zu fassen. Die sogenannte „Strafexpedition“ nach Mexiko brachte die Carranza-Regierung an den Rand eines Krieges mit den USA und ließ Villas Popularität wieder stark ansteigen, wodurch er vorübergehend seine Machtstellung im Norden Mexikos erneut ausbauen konnte. In dieser Zeit machten die Villistas durch spektakuläre Raids, wie beispielsweise die Einnahme von Torreón im Dezember 1916, wieder von sich reden. Nachdem die USA wegen des unmittelbar bevorstehenden Eingreifens in den Ersten Weltkrieg Mexiko im Februar 1917 verlassen hatten, brach Villas neu gewonnene Machtstellung jedoch rasch wieder zusammen. Noch im selben Monat hatte Mexiko auch eine neue Verfassung erhalten, die zahlreichen Forderungen der Revolutionäre Rechnung trug. Die Umsetzung der entsprechenden Verfassungsartikel wurde jedoch vom sozialkonservativen Carranza-Regime hinausgezögert, was letztlich wesentlich dazu beitrug, dass es weder innerhalb der Arbeiterschaft noch bei der Landbevölkerung Unterstützung finden konnte.
Zu dieser Zeit stellten auch die Zapatisten im Süden keine wirkliche Gefahr mehr für das Carranza-Regime dar, weil sie in den Jahren 1916 und 1917 immer stärker in die militärische Defensive geraten waren und bald nur mehr um das eigene Überleben kämpften. Dieser militärische Erfolg des Carranza-Regimes konnte aber nicht darüber hinwegtäuschen, dass die politische Dimension des „Zapata-Problems“ weiterhin bestehen blieb, zumal Zapata in der sich seit Mitte 1917 abzeichnenden Auseinandersetzung zwischen Carranza und Obregón deutliche Sympathie für letzteren erkennen ließ. Mit der Ermordung Zapatas durch das Carranza-Regime im April 1919 ging die Revolution in eine neue Phase: die des offenen Machtkampfes zwischen Obregón und Carranza, dessen Ausgangspunkt die für 1920 angesetzten Präsidentenwahlen waren. In diesem Machtkampf verstand es Obregón, nicht nur die verbliebenen Reste der Zapatisten auf seine Seite zu ziehen, sondern auch den überwiegenden Teil der Armeekommandeure, deren Loyalität sich Carranza nie hatte sicher sein können. Bereits im Mai 1920 war der Machtkampf mit der Ermordung Carranzas nach seiner Flucht aus Mexiko-Stadt entschieden. Gegen Ende des Jahres erfolgte die Wahl Obregóns zum Präsidenten, was angesichts seiner unangefochtenen Machtstellung kaum mehr als eine Formsache war.
Von Künstlern und Schriftstellern verlangte die Revolution ideelle Unterstützung, also Avantgarde im Sinne einer intellektuellen Führung der Massen. Als Initiator dieser Umorientierung gilt der Landschaftsmaler Gerardo Murillo, der unter dem Namen Dr. Atl in die Revolutionsgeschichte einging. Als Propagandachef von Venustiano Carranza schuf er eine eigene Schule der murales, großer Wandbilder mit volkserzieherischem Anspruch.

### Präsidentschaft Obregóns (1920–1924)
Im Gegensatz zu seinem Vorgänger gelang es Álvaro Obregón während seiner Regierungszeit (1920–1924) tatsächlich, das Land innen- und außenpolitisch weitgehend zu stabilisieren. Selbst Villa konnte dazu gebracht werden, seinen Kampf gegen die Regierung endgültig einzustellen. Eine effektive politische Kontrolle der Armeeführung brachte aber auch Obregón nicht zustande, und wie schon 1920 führte die Frage, wer bei den für 1924 angesetzten Präsidentschaftswahlen sein Nachfolger werden sollte, Ende 1923 zu einer offenen Rebellion zahlreicher höherer Armeeführer und der ihnen unterstellten Truppen. Gegen den von Obregón als zukünftigen Präsidenten favorisierten Plutarco Elías Calles, der verdächtigt wurde, in die unter dubiosen Umständen erfolgte Ermordung Pancho Villas im Juli 1923 verwickelt zu sein, versuchten die aufständischen Armeeführer, den Interimspräsidenten von 1920, Adolfo de la Huerta, durchzusetzen. Die erneuten Kampfhandlungen, die, wie schon der Machtkampf zwischen Carranza und Obregón, im Wesentlichen auf die rivalisierenden Armeeteile beschränkt blieben, konnte das Obregón-Regime bis Mai 1924 für sich entscheiden. Nach blutigen Säuberungen in den Reihen der aufständischen Armeeführer ging die Wahl Calles zum Präsidenten im Juli 1924 ohne weitere Zwischenfälle über die Bühne.

### Präsidentschaft Calles (1924–1928) und Maximat (bis 1935)
Die politische Konsolidierung ermöglichte es dem neuen Präsidenten, sich mehr als alle seine Vorgänger dem wirtschaftlichen Wiederaufbau Mexikos zu widmen, wobei nach erfolgter Sanierung des defizitären Staatshaushalts und der Einführung eines modernen Steuersystems vor allem dem Ausbau der Infrastruktur und des Bildungswesens Priorität eingeräumt wurde. Die Umsetzung der antiklerikalen Bestimmungen der Verfassung von 1917 und die Gründung einer vom Vatikan unabhängigen mexikanischen Staatskirche im Februar 1925 ließen allerdings einen neuen Konfliktherd entstehen, der sich schließlich 1926 zu einer umfassenden Aufstandbewegung gegen das Calles-Regime ausweitete. Diese sogenannte Cristiada erfasste vor allem das zentrale und westliche Hochland Mexikos, wo der Katholizismus besonders stark in weiten Teilen der meist bäuerlichen Bevölkerung verankert war. Die Erhebung der Cristeros, bei der auf beiden Seiten äußerste Brutalität angewandt wurde, konnte erst 1929 von der aus den ehemaligen Revolutionstruppen hervorgegangenen neuen Bundesarmee niedergekämpft werden.
Innenpolitisch war Calles Machtstellung zu dieser Zeit bereits unumstritten. Die Ermordung Obregóns durch einen fanatischen Katholiken im Juli 1928 hatte er geschickt genutzt, um sich auch nach Ende seiner Amtszeit als Präsident eine dominierende politische Rolle in Mexiko zu sichern, die er als jefe máximo unter verschiedenen Präsidenten, die de facto nur seine Strohmänner waren, bis 1935 beibehielt. Die von Calles während seiner Präsidentschaft und dem nachfolgenden Maximat eingeleiteten Reformen sowie die völlige Normalisierung der Beziehungen mit den USA ermöglichten es schließlich seinem Nachfolger Lázaro Cárdenas, der Calles im Frühjahr 1936 in die USA ins Exil schickte, jene umfassenden gesellschaftlichen und wirtschaftlichen Maßnahmen durchzuführen, mit denen die Mexikanische Revolution als endgültig abgeschlossen betrachtet wird.

## Opfer

„Mexikanische Regierungsanhänger, die von den Streitkräften des Generals Villa bei Ojinaga gefangen genommen wurden, erwarten das Todesurteil.“ (Bildunterschrift in Reclams Universum vom Februar 1914)

Nach wie vor herrscht unter Historikern keine Einigkeit hinsichtlich der Frage, wie viele Menschenleben die Mexikanische Revolution gefordert hat. Schätzungen reichen von 550.000 bis zu mehr als 2,1 Millionen Toten, wozu noch zwischen 200.000 und 700.000 Personen zu zählen wären, die das Land aufgrund der nicht enden wollenden Gewalt verließen. Aufgrund dieser Schätzwerte ergibt sich eine Höchstzahl von rund drei Millionen während der Revolution „verschwundenen“ Mexikanern. Diese Höchstzahl wurde vom US-amerikanischen Politikwissenschaftler Rudolph Joseph Rummel in seinem 1994 erschienenen Buch Death by Government behauptet und von zahlreichen Autoren übernommen. Rummel schlussfolgerte in diesem Werk, dass über 1,4 Millionen Menschen in Mexiko allein aufgrund von Kampfhandlungen und militärischer Gewalt (Massakern an und Erschießungen von politischen Gegnern und dergleichen) ums Leben gekommen seien.
Zahlen wie diese sind in letzter Zeit jedoch in Zweifel gezogen worden, und mittlerweile wurde die Zahl der Opfer rein militärischer Gewalt von der Forschung auf rund 350.000 Tote nach unten korrigiert. Für die Plausibilität wesentlich niedrigerer Opferzahlen aufgrund militärischer Gewalt spricht unter anderem die Tatsache, dass die Revolutionskämpfe nie das ganze Land gleichförmig erfasst haben, sondern stets nur gewisse Landesteile, vor allem die nördlichen und zentralen Bundesstaaten sowie Morelos. Auch wurden die Kampfhandlungen in den ersten Jahren mit vergleichsweise kleinen Armeen ausgetragen, die selten größer als ein paar Hundert oder Tausend Mann waren. Die größte Dimension erreichten die Revolutionskämpfe im Jahr 1915, als „Konventionisten“ und „Konstitutionalisten“ gemeinsam rund 100.000 Mann unter Waffen hatten. Diese Zahl ist aber immer noch gering verglichen mit den Heeren des Ersten Weltkriegs, die zur selben Zeit in Europa kämpften. Robert McCaa, der eine Gesamtbilanz der Opfer (die geschätzten 350.000 Geflüchteten mit eingeschlossen) der Mexikanischen Revolution zu ziehen versuchte, kam in seiner Studie auf eine Zahl von rund 1,5 Millionen Menschen, die während dieser Zeit getötet wurden oder das Land verließen. Diese immer noch sehr hohe Zahl erklärt sich weniger als Folge der Kampfhandlungen, sondern vielmehr durch die mangelhafte Versorgung der Bevölkerung, die günstige Bedingungen für Krankheiten aller Art schuf und eine entsprechend hohe Sterblichkeitsrate im Gefolge hatte. Allein der 1918 einsetzenden Grippepandemie fielen beispielsweise in Mexiko geschätzte 300.000 Menschen zum Opfer.

## Filme, die während der Mexikanischen Revolution spielen (Auswahl)
- Schrei der Gehetzten (1934) Regie Howard Hawks
- Viva Zapata! (1952). Regie: Elia Kazan
- Bandido (1956). Regie: Richard Fleischer
- Die Rebellenbraut (La escondida) (1956) Regie: Roberto Gavaldón  (Als „Viva Mexico“ auf Tele 5 in den 80ern)
- Die gefürchteten Vier (1966). Regie: Richard Brooks
- Töte Amigo (1966). Regie: Damiano Damiani
- Die gefürchteten Zwei (1968). Regie: Sergio Corbucci
- Die mexikanische Revolution (1968). Regie: Jürgen Goslar
- Pancho Villa reitet (1968), auch bekannt als Rio Morte. Regie: Buzz Kulik
- Tepepa (1968). Regie: Giulio Petroni
- Die fünf Gefürchteten (1969)
- The Wild Bunch – Sie kannten kein Gesetz (1969). Regie: Sam Peckinpah
- 100 Gewehre (100 Rifles) (1969) Regie: Tom Gries
- Zwei Companeros (1970). Regie: Sergio Corbucci
- Tötet Emiliano Zapata! (1971) Regie: Felipe Casalz
- Todesmelodie (1971). Regie: Sergio Leone
- Viva Pancho Villa (1972), auch bekannt als Drei Halleluja auf vier heiße Colts. Regie: Eugenio Martín
- Trini (1976). Regie: Walter Beck
- Mexiko in Flammen (1982). Regie: Sergei Bondartschuk
- Old Gringo (1989). Regie: Luis Puenzo
- Bittersüße Schokolade (1992). Regie: Alfonso Arau
- Pancho Villa – Mexican Outlaw (2003). Regie: Bruce Beresford
- Gottes General – Schlacht um die Freiheit (2012). Regie: Dean Wright